# 馬爾科·赫格
馬爾科·赫格（德語：Marco Höger）生於1989年9月16日，來自西德科隆的一位職業足球運動員，現效力於德丙職業足球俱樂部曼海姆，在足球場上司職中場或是右後衛的位置。

## 個人生涯

### 亞琛時期
赫格於2005年在亞琛足球俱樂部的青訓學院開始他的職業生涯。 在2008年夏季，他晉升到了亞琛的預備隊，並且在2008年8月17日在NRW-Liga對上TSV Germania Windeck時完成了他的第一個帽子戲法。赫格在亞琛中的比賽首秀是在2010年3月6日德乙聯賽中對上科特布斯，5月26日，他与亞琛簽署了第一份職業合約。

### 沙爾克04時期
2011年6月9日，沙爾克04確認了赫格與俱樂部簽署了三年的職業合約直到2014年6月30日。而關於這次轉會的轉會費，沙爾克04的通訊體育主管Horst Heldt並未透露。 在加入到沙爾克04後，赫格被分配到了12號球衣，上一位穿12號球衣的球員是 Peer Kluge。
2013年1月8日，沙爾克04宣布與赫格續約至2016年6月30日。
2015年5月10日，自沙爾克04在聯賽中以2-0 輸給科隆後赫格被沙爾克官方宣布，將停止他的訓練以及一線隊上的任何活動直到2015年5月16日。

## 個人榮耀

### 俱樂部
沙爾克04
- 德國超級盃: 2011

## 俱樂部統計數據
| 俱樂部表現               | 俱樂部表現 | 俱樂部表現 | 聯賽 | 聯賽 | 盃賽   | 盃賽   | 大陸 | 大陸 | 其他 | 其他 | 總計 | 總計 | 參考  |
| 俱樂部                   | 聯賽       | 賽季       | 出賽 | 進球 | 出賽   | 進球   | 出賽 | 進球 | 出賽 | 進球 | 出賽 | 進球 | 參考  |
| 德國                     | 德國       | 德國       | 聯賽 | 聯賽 | 德國盃 | 德國盃 | 歐洲 | 歐洲 | 其他 | 其他 | 總計 | 總計 | 參考  |
| ------------------------ | ---------- | ---------- | ---- | ---- | ------ | ------ | ---- | ---- | ---- | ---- | ---- | ---- | ----- |
| 亞琛                     | 德乙       | 2009–10    | 10   | 0    | 0      | 0      | 0    | 0    | 0    | 0    | 10   | 0    | [ 7 ] |
| 亞琛                     | 德乙       | 2010–11    | 33   | 7    | 4      | 3      | 0    | 0    | 0    | 0    | 37   | 3    | [ 7 ] |
| 沙爾克04                 | 德甲       | 2011–12    | 27   | 1    | 3      | 0      | 10   | 0    | 1    | 0    | 41   | 1    | [ 7 ] |
| 沙爾克04                 | 德甲       | 2012–13    | 22   | 3    | 2      | 0      | 6    | 0    | 0    | 0    | 30   | 3    | [ 7 ] |
| 沙爾克04                 | 德甲       | 2013–14    | 8    | 2    | 2      | 0      | 4    | 0    | 0    | 0    | 14   | 2    | [ 7 ] |
| 沙爾克04                 | 德甲       | 2014–15    | 23   | 1    | 1      | 0      | 7    | 0    | 0    | 0    | 31   | 1    | [ 7 ] |
| 最後更新於：2015年4月8日 |            |            |      |      |        |        |      |      |      |      |      |      | [ 7 ] |

## 資料來源
1. ↑  . az-web.de. 2010年5月26日  [2012年2月26日]. （原始内容存档于2011年10月5日） （德语）. （页面存档备份，存于）
2. ↑  . kicker.de.   [2012年2月26日]. （原始内容存档于2017年11月13日） （德语）. （页面存档备份，存于）
3. ↑  . kicker.de. 2010年3月6日  [2012年2月26日]. （原始内容存档于2012年10月11日） （德语）. （页面存档备份，存于）
4. ↑  . Alemannia Aachen. 2010年5月26日  [2012年2月26日]. （原始内容存档于2012年6月17日） （德语）. （页面存档备份，存于）
5. 1 2 3 4  . SB Nation. 2018年1月8日  [2014年8月5日]. （原始内容存档于2016年3月3日）. （页面存档备份，存于）
6. ↑  . BBC Sport. 2015年5月11日  [2015年5月11日]. （原始内容存档于2015年9月24日）. （页面存档备份，存于）
7. ↑  Soccerway資料庫：馬爾科·赫格

## 外部連結
- fussballdaten.de：Marco Höger之統計數據 （德文）